# Inkomensafhankelijke combinatiekorting
De inkomensafhankelijke combinatiekorting (IACK) is een Nederlandse heffingskorting voor de ouder van een jong kind. De heffingskorting is voor een werkende alleenstaande of voor de minstverdienende ouder bij twee werkende partners. 
Daarbij moet aan de volgende twee voorwaarden zijn voldaan:
- Men heeft inkomsten uit tegenwoordige arbeid die (in 2020) hoger zijn dan € 5.072, en/of komt in aanmerking komt zelfstandigenaftrek voor ondernemers.
- Er behoort een kind tot het huishouden dat ten minste zes maanden van het jaar op hetzelfde woonadres is ingeschreven en minder dan twaalf jaar oud is, uitzonderingsregelingen bij co-ouderschap daargelaten.

De inkomensafhankelijke combinatiekorting bedraagt 11,450% × (arbeidsinkomen - € 5.072) bij een inkomen tussen de € 5.072 en € 30.233. Vanaf een inkomen van € 30.233 bedraagt de korting € 2.881 (in 2020). Er is geen extra korting voor een tweede of volgend kind.
De regering was van plan de regeling te beperken en uiteindelijk af te schaffen met de aanvullende voorwaarde dat het kind vóór 2025 moet zijn geboren (anders gezegd: dit moet gelden voor het oudste van de betreffende kinderen). Dit hangt samen met het plan van het kabinet de kinderopvang bijna gratis te maken. De ouders van een eerste baby die geboren wordt in 2024 zijn daardoor in totaal ongeveer €30.000 voordeliger uit dan als het in 2025 wordt geboren. Dit is in de budgettaire bijlage van het coalitieakkoord 2021 – 2025 afgesproken. Omtzigt heeft een motie ingediend om deze regeling aan te passen omdat hij dit oneerlijk acht, en bovendien ongezond omdat dit kan leiden tot het zonder medische reden inleiden van de bevalling. In de Eerste Kamer is een motie aangenomen waarin de harde knip op basis van de geboortedatum ongewenst wordt geacht, en de regering wordt verzocht bij de uitfasering van de IACK een redelijke overgangsregeling te hanteren, in de vorm van een stapsgewijze verlaging van de korting, en bij de behandeling van het Belastingplan 2023 de contouren daarvan te schetsen.
In april 2023 besloot de regering het bijna gratis maken van de kinderopvang uit te stellen van 2025 naar 2027.
De wet Belastingplan 2024 bepaalt door amendement 61, zoals gewijzigd door subamendement 100, dat de IACK vanaf 2027 geleidelijk wordt afgebouwd, en in 2035 geheel vervalt.